# Јужносендвички ров
55° 25′ 44″ S 26° 11′ 29″ W / 55.42889° Ј; 26.19139° З
Јужносендвички ров је дубоки лучни океански ров у јужном Атлантику који се нелази 100 km источно од Јужносендвичких острва. Ров је створен субдукцијом најјужнијег дела јужноамеричке континенталне плоче испод мале Јужносендвичке плоче. Сама Јужносендвичка острва су вулкански острвски лук настао овом субдукцијом.
Ово је најдубљи ров јужног Атлантика, и други најдубљи у целом Атлантику, после Порториканског рова. Ров је дугачак 965 km а најдубља тачка му је 8.428 метара испод нивоа мора, на 55°40'Ј, 025°55'З, 122 km североисточно од острва Заводовски.
Најјужнији део Јужносендвичког рова налази се јужније од 60°Ј па према томе у Јужном океану, тако да садржи и најдубљу тачку тог океана на 60°00'Ј, 024°З, са дубином од 7.235 метара.